# Casino

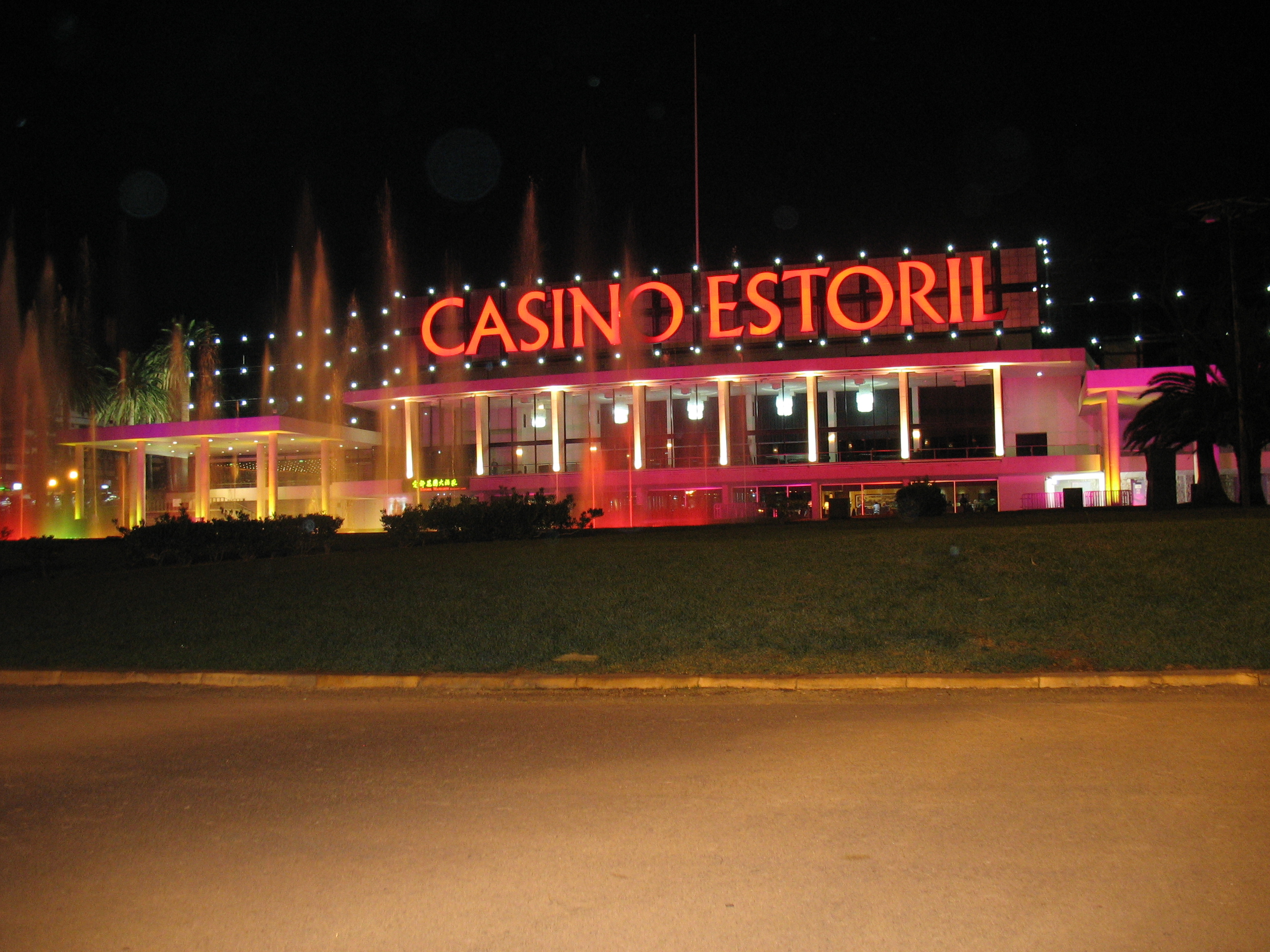
O Casino Estoril é tido como o maior casino da Europa.

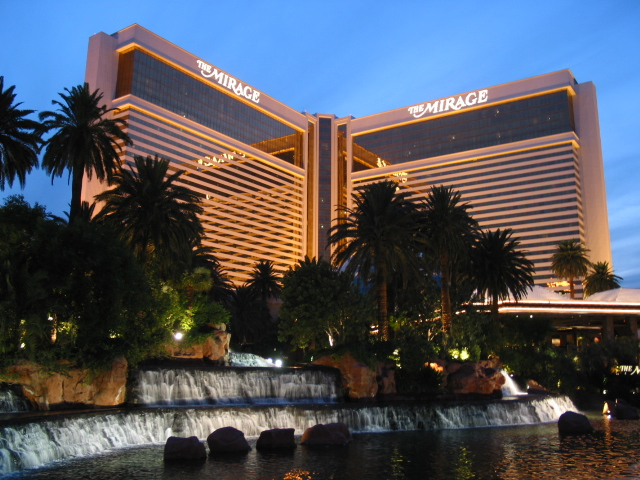
Mirage Hotel & Casino, em Las Vegas.

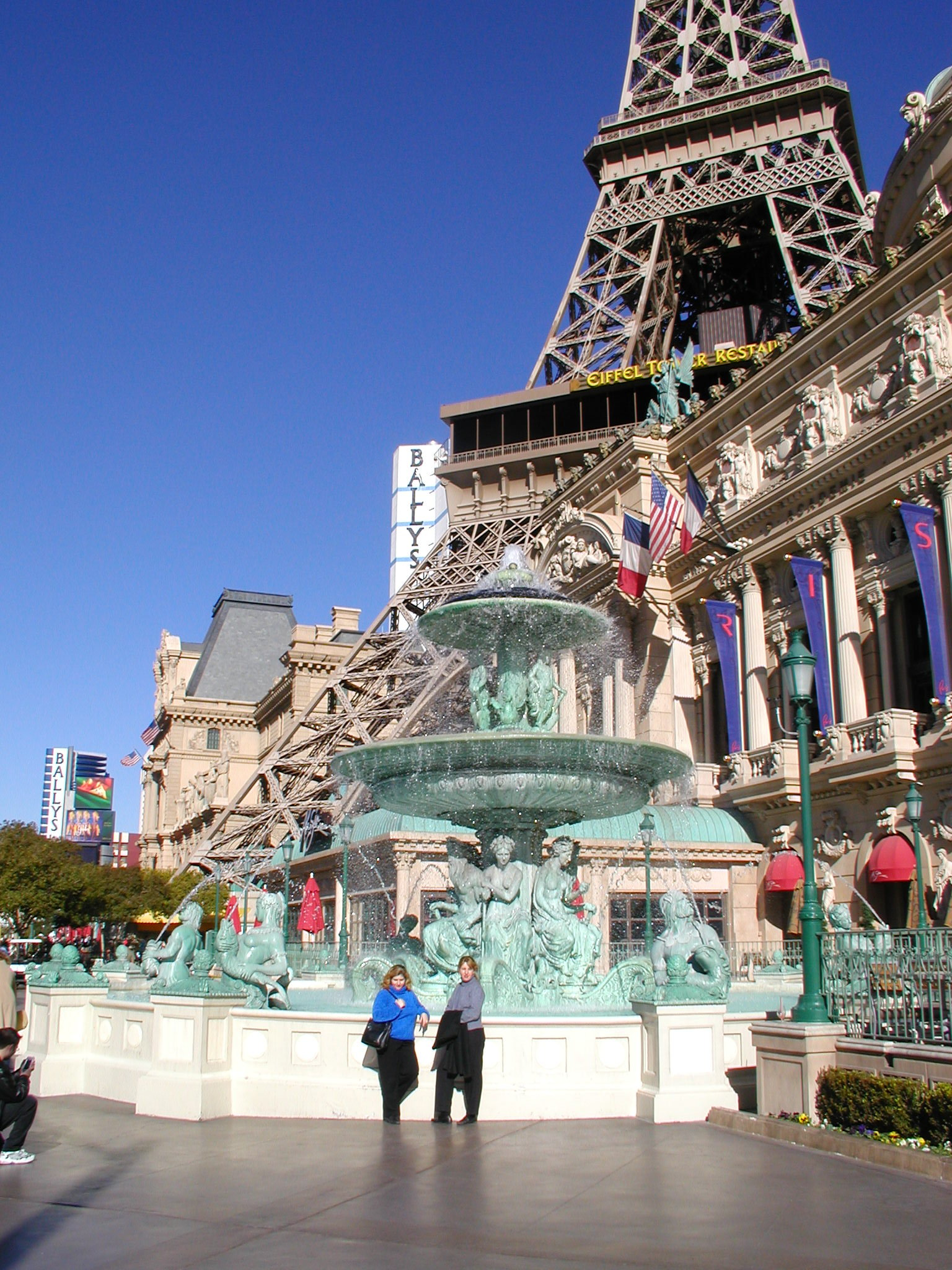
Paris Casino, em Las Vegas.

Um casino (português europeu) ou cassino (português brasileiro) é uma Casa de Jogo onde se pode jogar através do uso do dinheiro. Os clientes dos cassinos podem jogar nas slot machines (caça-níqueis), roleta, blackjack, poker e outros jogos de fortuna e azar.
Os jogos de cassino são matematicamente estudados de modo que as probabilidades de ganho favoreçam ligeiramente o próprio cassino. Em alguns países, estão situados perto ou integrados em hotéis e outras atrações turísticas de modo a atrair clientes e encorajar estadias prolongadas. Com o mesmo objetivo, cassinos frequentemente também integram complexos de salas para espetáculos musicais ou teatrais, distribuem bebidas alcoólicas gratuitas e empregam "garçonetes de minissaia" e outros artifícios. Numerosos cassinos são instalados em navios de cruzeiro, o que permite a eles burlarem legislações restritivas de países e regiões, indo diretamente a potenciais clientes.
Algumas das cidades que se desenvolveram economicamente em torno da atividade dos cassinos são Atlantic City, Santa Fe, Reno (Nevada), Nova Orleans e Las Vegas, nos Estados Unidos (os estados com mais cassinos são Arizona, Colorado, Califórnia e Flórida); na Europa, Salzburgo, na Áustria; Amsterdã, na Holanda; Sanremo, na Itália; Mônaco; e Estoril, em Portugal; na América do Sul, Punta del Este, no Uruguai; e na Ásia, Goa e Macau, principal centro de jogo do Oriente.

## Casinos em Portugal
Lá vai o tempo em que as Casas de Jogo eram mandadas destruir pelos Reis de Portugal, tal como aconteceu quando D. João II mandou incendiar uma delas sua capital.
Em Portugal, hoje, a actividade de jogo apenas está licenciada à Santa Casa da Misericórdia de Lisboa e aos onze casinos, que se encontram nas principais zonas turísticas.
- Hotel Algarve Casino – na Praia da Rocha, em Portimão
- Hotel Casino Chaves – inaugurado a 19 de janeiro de 2008, junto ao nó da A24 - entrada de Chaves
- Casino Espinho
- Casino Estoril – o segundo maior casino de Portugal
- Casino da Figueira da Foz – o mais antigo casino de Portugal e da Península Ibérica em funcionamento
- Casino da Madeira – no Funchal
- Casino Lisboa – atualmente o maior casino de Portugal, inaugurado a 19 de abril de 2006, no Parque das Nações
- Casino Monte Gordo
- Casino da Póvoa
- Casino de Troia – o mais recente casino de Portugal, inaugurado a 1 de janeiro de 2011
- Casino Vilamoura

É interdito o jogo a menores de 18 anos.

## Cassinos no Brasil
No Brasil, os cassinos passaram a existir depois da independência, proclamada em 1822, e eram frequentados no Império do Brasil e durante parte do período republicano pela alta nobreza. Foram proibidos em 1917, durante o Governo Venceslau Brás. Os jogos de azar voltaram a ser legalizados por Getúlio Vargas em 1934 e posteriormente proibidos pelo decreto-lei no. 9 215 de 30 de abril de 1946, assinado pelo presidente Eurico Gaspar Dutra.
Os jogos de azar continuam proibidos em todo o território federal. Todavia, navios que possuem cassinos podem aportar no Brasil, e seus passageiros, quando em águas internacionais, podem jogar. O mesmo ocorre com os cassinos online, e aqueles situados nos países vizinhos e limítrofes, como Argentina e Paraguai. Ainda assim, é possível jogar em sites de cassino que estejam hospedados em servidores estrangeiros, fora do Brasil.
Casas de Bingo, que oferecem jogos de bingo e máquinas caça-níquéis (também conhecidas como Slot Machines), voltaram a ser proibidas de 2004, após terem sido autorizados pela Lei Zico (Lei 8 672/93), de 1993, e reafirmada cinco anos depois pela Lei Pelé (9 615/98). A proibição foi decretada pelo Presidente Lula através de Medida Provisória 168/04 em fevereiro de 2004, após o Escândalo dos bingos. O Governo Federal argumentou seguir determinação da Lei Maguito que — aprovada em 2000 — revogava todas as autorizações para bingos a partir de 31 de dezembro de 2002. 
Apesar dessas controvérsias, o jogo conta com partidários no país. Em entrevista, Magnho José, jornalista e presidente do Instituto Brasileiro Jogo Legal (IJL), afirma que o Brasil tem um atraso histórico em relação à regulamentação dos jogos, além de ter uma das legislações mais atrasadas do mundo para o setor. Ele defende que a questão dos jogos deve ser discutida pois "a clandestinidade não anula a prática".

## Cassinos em Macau

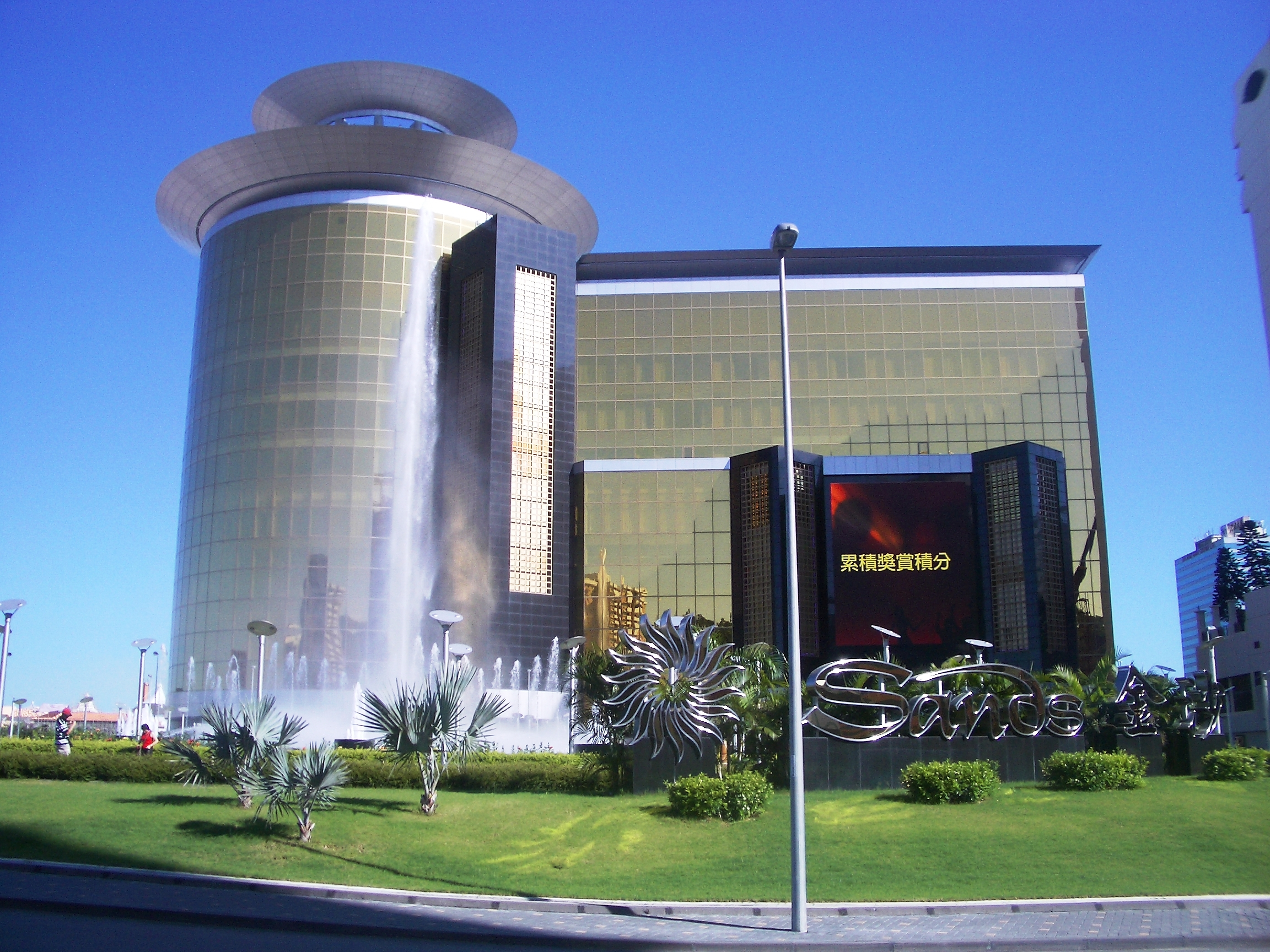
Cassino norte-americano "Sands". Foi o maior cassino de Macau e do mundo até Agosto de 2007, altura em que abriu o "The Venetian (Macau)", pertencente ao mesmo grupo.

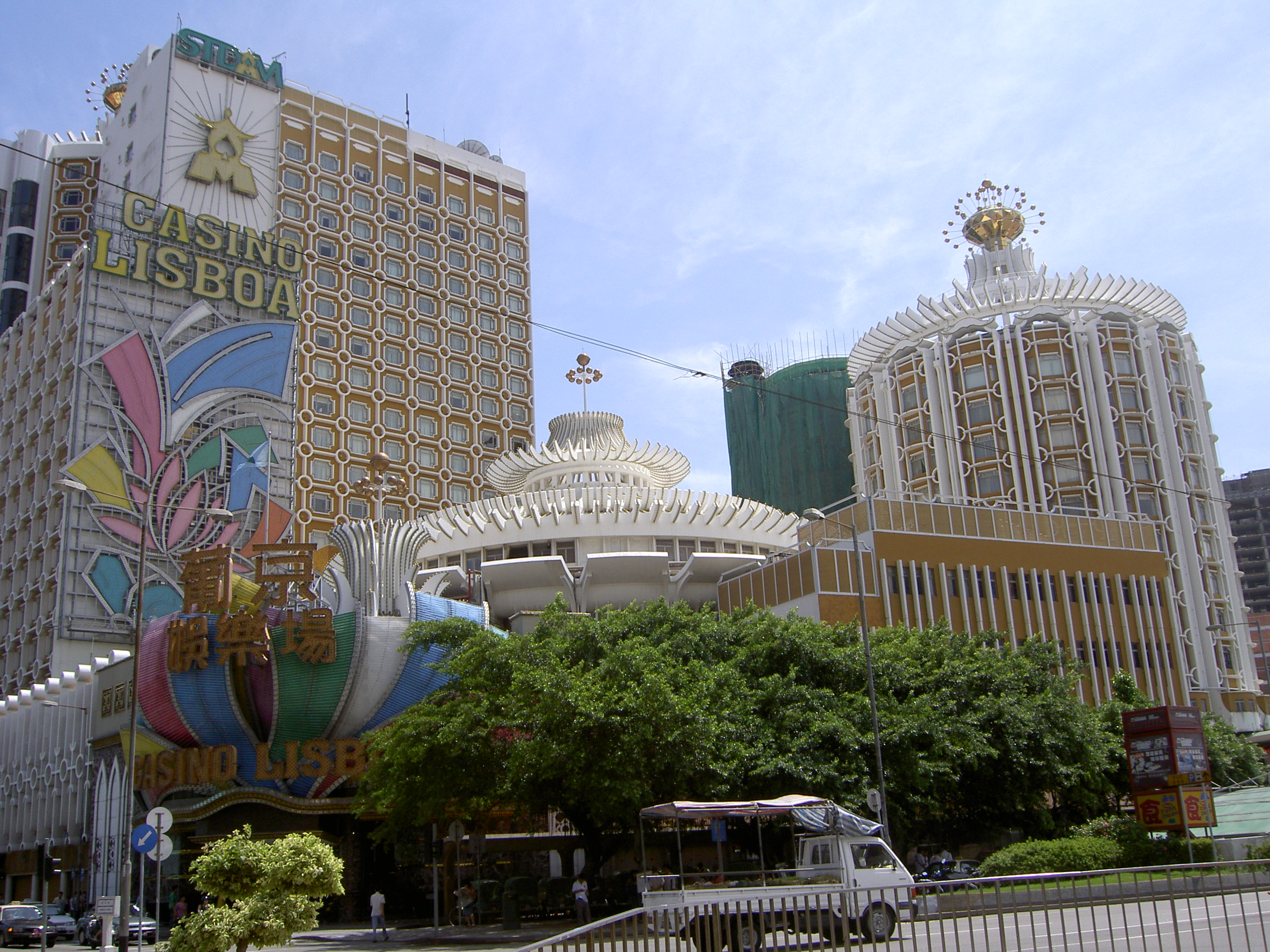
Hotel e Cassino Lisboa de Macau, um dos maiores cassinos da RAEM e uma das propriedades mais lucrativas de Stanley Ho hun-sung.

Macau é o principal centro de jogos do mundo, possuindo 30 cassinos, explorados pelos titulares de seis concessões e subconcessões de jogo atribuídas pela Região Administrativa Especial de Macau. A cidade tornou-se altamente turística e desenvolvida após a reforma feita no setor, introduzida a partir de 2001-2002 pelo governo da região, e que lhe permitiu desbancar Las Vegas como "capital mundial dos cassinos". O jogo mais popular é o baccarat.

## Cassinos naInternet
Cassinos na Internet, cassinos online ou cassinos virtuais permitem que você jogue jogos de cassino pela Internet. Alguns cassinos online oferecem jogos, enquanto outros oferecem apenas um tipo de jogo. Os jogos Crash são os jogos de cassino mais populares no Brasil, seguidos por caça-níqueis e roleta.
Não é certo se os cassinos online têm probabilidades melhores para os jogadores do que os cassinos tradicionais. O principal problema é que a confiança é difícil de se estabelecer, dado que muitos operam a partir de jurisdições de onde a sua atividade não é supervisionada satisfatoriamente.